# Éltes Károly
Tusnádi Éltes Károly (Tusnád, 1837. november 19. – Kolozsvár, 1890. január 12.) teológiai doktor, apátkanonok, kolozsvári plébános.

## Élete
A gimnáziumot Csíksomlyón és Kolozsváron, a líceumot mint papnövendék Gyulafehérváron, a teológiát a bécsi egyetemen végezte, ahol a teológia doktora lett. 1860-ban miséspappá szentelték; 1862-től Nagyszebenben volt segédlelkész; 1865-ben a gyulafehérvári líceum tanára lett. Mint kanonok, 1870 és 1876 között nagy segítségére volt a hajlott korú Fogarasy Mihály püspöknek az egyházmegyei ügyek elintézésében. Az Erdélyi Római Katolikus Státus gyűlésein: 1863, 1873 és 1874-ben Gyulafehérváron tevékenyen részt vett, és ezen gyűlésekről írt tudósításai a lapokban állandó figyelmet keltettek. 1876-ban az igazgatótanács megválasztotta előadójává; ezen tisztet hat évig viselte. 1882-ben a kolozsvári római katolikus hitközség megválasztotta lelkészének; Ferenc József pedig 1886-ban modacsai címzetes apátsággal tüntette ki.

## Munkái
- Nagybőjti emlék a nagy-szebeni magyar ajkú r. kath. hiveknek. Szeben, 1864.
- A csalhatatlanság. Károly-Fehérvár. 1870.
- Római út a zsinat alkalmából. Uo. 1871.
- Ó- és uj szövetségi szent történetek. Uo. 1872.
- A keresztény kath. vallás alaptana. A középtanoda felsőbb osztályú ifjúság használatára. Uo. 1873.
- Az erdélyi r. kath. státus sérelmes ügyei tört. és jogi szempontból Uo. 1874.
- A keresztény művelődésről. Kolozsvár. 1876. (Egyházi beszéd.)
- A jegenyei fürdő… ismertetése. Kolozsvár, 1881.
- Gyászbeszéd… Fogarasy Mihály erdélyi püspök ravatalánál Gyulafehérvárott 1882. márcz. 28. Uo. 1882.

Szerkesztette az Egyházi és Iskolai Hetilapot 1867. jún. 5-től 1872. szept. 25-ig és az Erdélyegyházmegyei Értesítőt 1876. jan. 15-től 1877. decz. 31-ig; utóbbit Biró Bélával együtt és mindkettőt Gyulafehérvárt.
Kéziratban: Imádságos és szertartásos könyv, mely a mise és zsolozsmák alapján van összeállítva.